# Brique crue

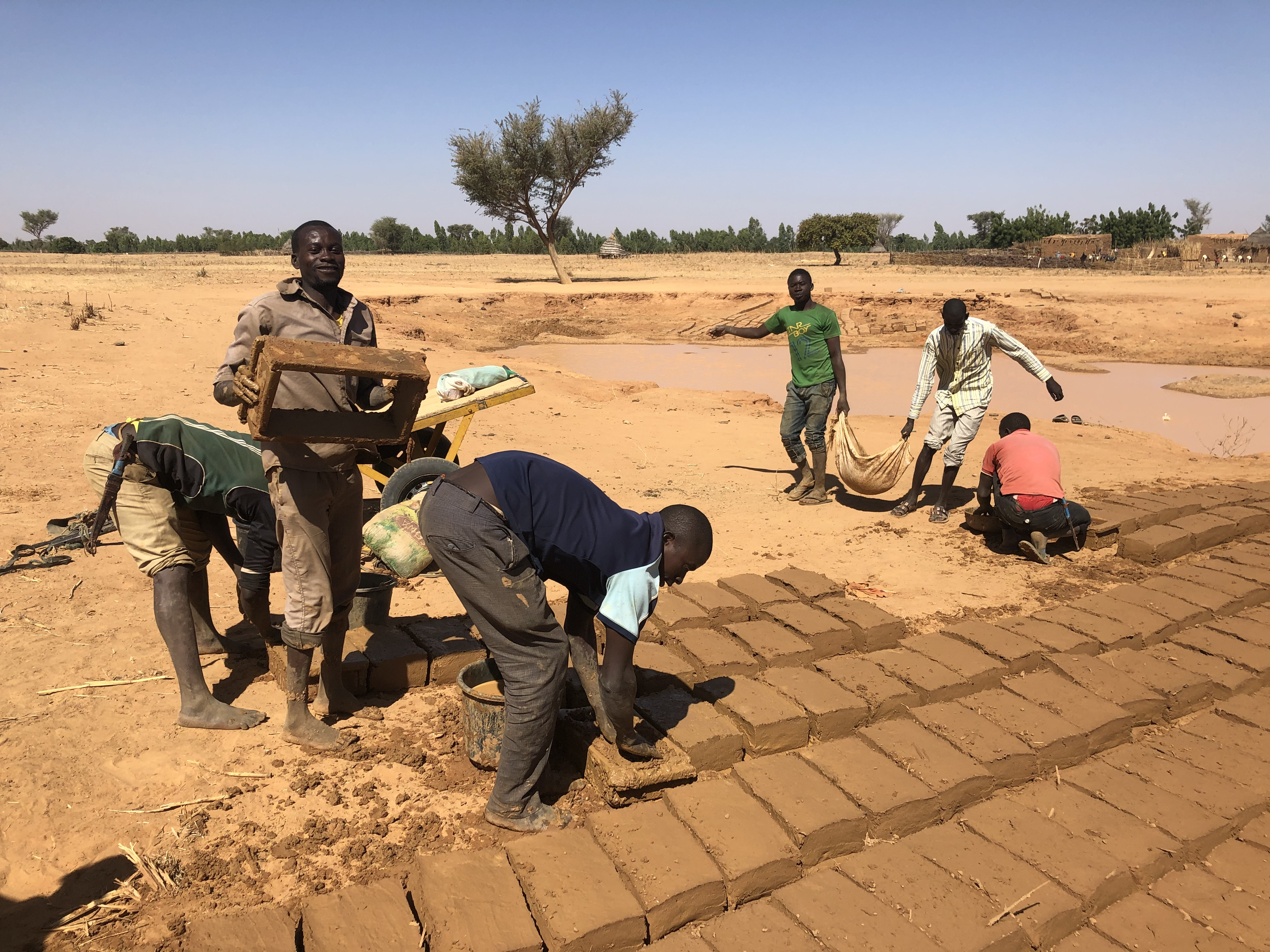
Production des briques au Niger

Une brique crue ou brique en terre crue est une brique faite de terre ou de limon mélangé à de la paille. Le mélange est ensuite mis dans des moules, afin de donner aux briques des formes identiques. Elles sont ensuite séchées au soleil. 
La composition du matériau le rend peu résistant aux injures du temps, bien qu'il subsiste de nombreux exemples originaux de l'utilisation de ces briques dans les constructions de l'Égypte ancienne. 
Afin d'améliorer les caractéristiques des briques crues, il est possible d'utiliser des presses à briques (le plus souvent manuelles). En comprimant fortement la brique, on peut ainsi extraire une importante quantité d'eau (ce qui réduit le temps de séchage), et on augmente sa solidité (ce qui diminue les risques que la brique se casse en séchant).
Ce matériau est toujours utilisé aujourd'hui dans certaines régions du monde, notamment celles qui possèdent un climat favorable à la brique crue, c'est-à-dire sec.

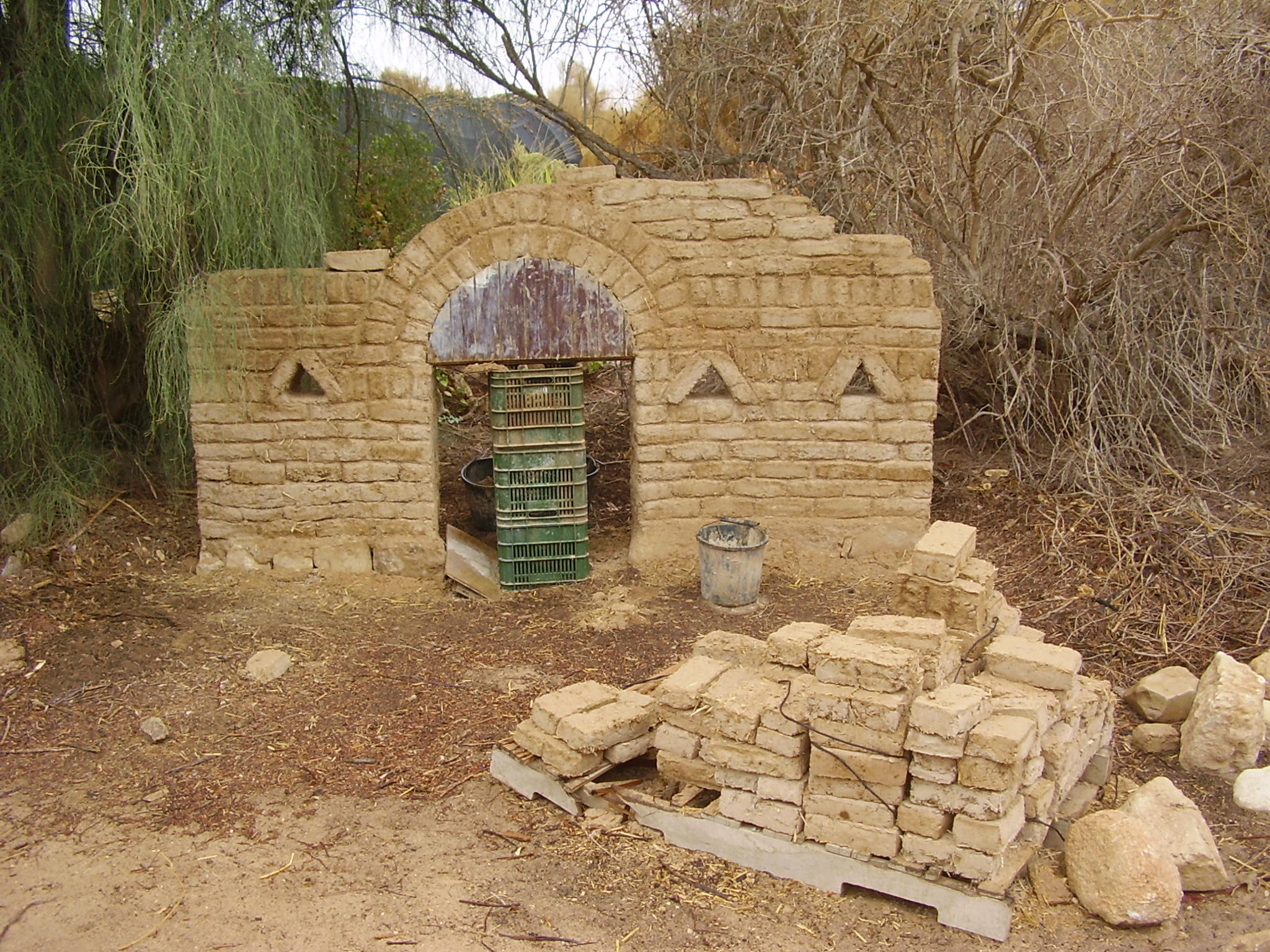
Kibboutz Lotan, Israël, 2012, briques de terre crue

La brique crue est également plébiscitée dans des constructions d'éléments non porteurs ou la réalisation d'aménagements intérieurs pour son faible impact environnemental et sa capacité à être fabriquée localement.